# Ctenichneumon circulator
Ctenichneumon circulator är en stekelart som först beskrevs av Thomson 1894.  Ctenichneumon circulator ingår i släktet Ctenichneumon och familjen brokparasitsteklar. Arten är reproducerande i Sverige. Inga underarter finns listade i Catalogue of Life.